# Parque nacional Dwingelderveld
El Parque nacional Dwingelderveld (en neerlandés: Nationaal Park Dwingelderveld) es un parque nacional en la provincia holandesa de Drenthe, establecido en 1991. El parque cubre alrededor de 37 kilómetros cuadrados (14 millas cuadradas) y es principalmente manejado por el Servicio Forestal del Estado (Staatsbosbeheer) y la más importante organización privada holandesa de protección de la naturaleza conocida como Natuurmonumenten. Es el más grande brezal húmedo de Europa Occidental. Dwingelderveld también es reconocido como un espacio Natura 2000.